# Козьелло, Венсан
Венса́н Эдуа́р Андре́ Козьелло́ (фр. Vincent Edouard André Koziello; 28 октября 1995, Грас, Франция) — французский футболист, центральный полузащитник клуба «Катманду».

## Клубная карьера
Окончив обучение в футбольных школах юга Франции и академии «Ниццы», полузащитник дебютировал за основную команду «орлов» 29 октября 2014 года в матче 3-го раунда Кубка французской лиги против «Меца». Козьелло вышел на поле под 34-м номером на 24-й минуте игры, заменив травмированного капитана Дидье Дигара. Матч завершился вничью, однако серию пенальти выиграли «мессинцы».
1 ноября того же года француз дебютировал в чемпионате страны, в матче 12-го тура против «Лиона» выйдя на замену вместо сына главного тренера команды Клода Пюэля Грегуара. На поле Козьелло провёл чуть больше 20 минут, сыграв на позиции опорного полузащитника. До конца сезона хавбек сыграл ещё в 6-ти матчах и отметился тремя жёлтыми карточками.
В сезоне 2015/16 Козьелло получил 26-й номер и твёрдое место в основе «Ниццы». 22 августа 2015 года в матче с «Каном» полузащитник отдал первую голевую передачу в профессиональной карьере, ассистировав Хатему Бен-Арфа. 27 сентября футболист забил первый гол за «орлов» в матче 9-го тура против «Сент-Этьена»: на 5-й минуте хавбек поразил ворота «стефануа» ударом с правой ноги после паса Рикарду Перейры. Этот гол положил начало разгрому «зелёных» на их поле. Матч закончился со счётом 4:1 в пользу «Ниццы», а Козьелло отметился ещё и голевой передачей.
Сезон 2017/18 начался для Венсана провальным: за 810 минут в 15 матчах он не отметился ни одним результативным действием и был продан в «Кёльн» за €3 млн.

## Карьера в сборной
С 2013 года футболист привлекается к играм национальных команд Франции различных возрастов. В 2016 года выступал за «молодёжку».